# Brachylomia rectifascia
Brachylomia rectifascia är en fjärilsart som beskrevs av Smith 1891. Brachylomia rectifascia ingår i släktet Brachylomia och familjen nattflyn. Inga underarter finns listade i Catalogue of Life.

## Bildgalleri

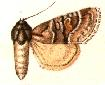